# Tabusai
Tabusai (kinesiska: 塔布赛, 塔布赛乡) är en socken i Kina. Den ligger i den autonoma regionen Inre Mongoliet, i den norra delen av landet, omkring 44 kilometer sydväst om regionhuvudstaden Hohhot. Antalet invånare är 17276. Befolkningen består av 8 132 kvinnor och 9 144 män. Barn under 15 år utgör 13,0 %, vuxna 15-64 år 72 %, och äldre över 65 år 13,0 %.
Genomsnittlig årsnederbörd är 568 millimeter. Den regnigaste månaden är juli, med i genomsnitt 170 mm nederbörd, och den torraste är januari, med 3 mm nederbörd.